# 烏本杜

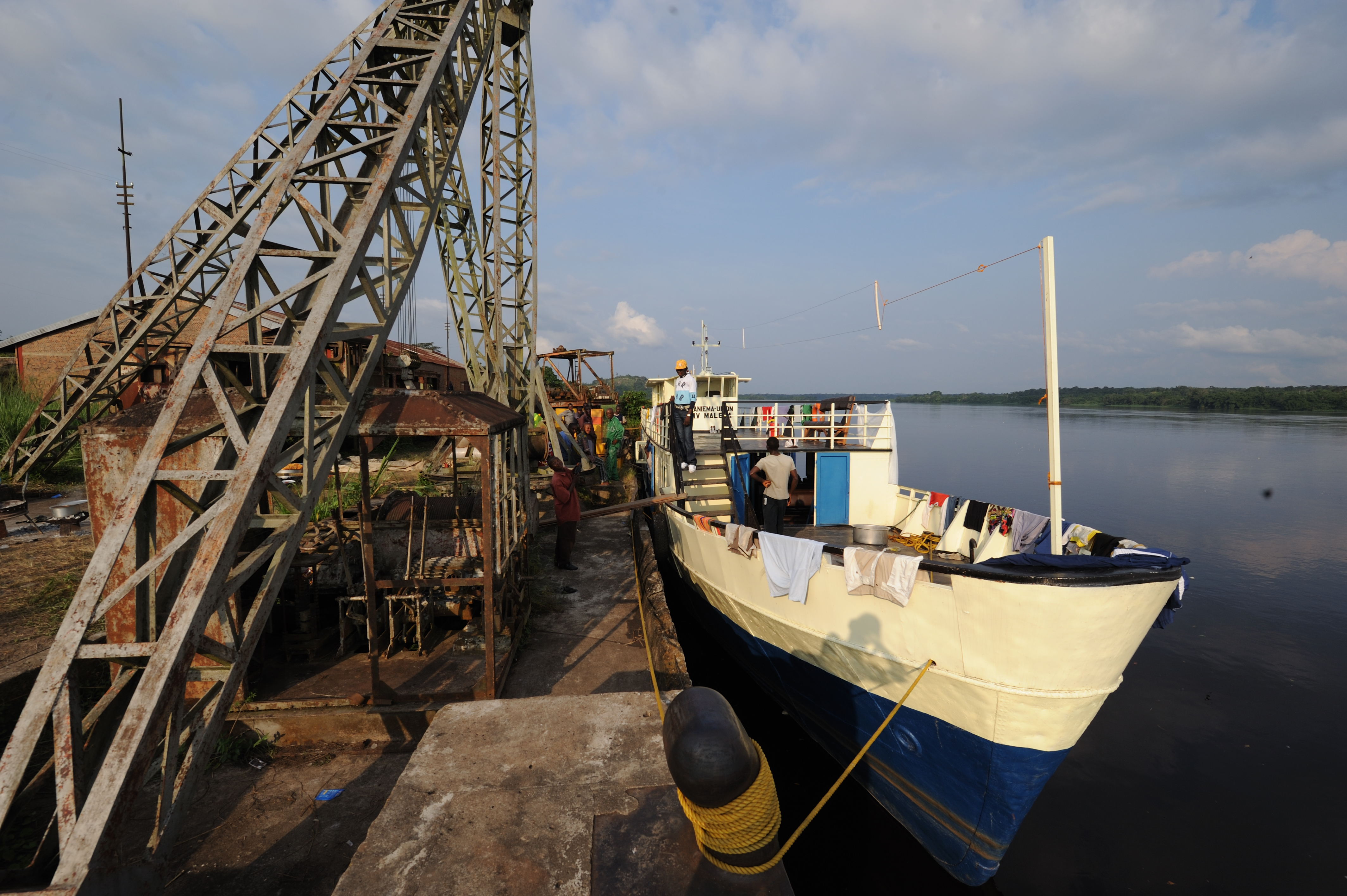
烏本杜的港口

烏本杜是剛果民主共和國的城鎮，由喬波省負責管轄，位於盧阿拉巴河畔，毗鄰博約馬瀑布，當地居民使用斯瓦希里語，2003年前該鎮沒有電力供應。
0°21′0″S 25°29′0″E / 0.35000°S 25.48333°E